# Fossilworks

Fossilworks logo

Fossilworks was een portaal dat zoek-, download- en analysetools bood om de toegang te vergemakkelijken tot de Paleobiology Database, een door honderden paleontologen van over de hele wereld samengestelde database.
Fossilworks werd in 1998 begonnen door John Alroy en is gehuisvest in de Macquarie University. Het bevatte tools voor analyse en datavisualisatie die voorheen deel uitmaakten van de Paleobiology Database.